# Europese trollius
De Europese trollius (Trollius europaeus) is een plant uit de ranonkelfamilie (Ranunculaceae). De plant komt voornamelijk voor in de bergen, maar is ook wel bekend als sierplant. De soort wordt tot 60 cm hoog. Het is een rechtopstaande, onbehaarde plant die giftig is. Het blad is van boven groen en van onderen bleek. Onderaan de plant zijn de bladeren gesteeld en handdelig. Bovenaan zijn ze drielobbig en ongesteeld.
De bloeitijd is van mei tot juni. De bloem is goudgeel. De vele kroon- en kelkbladeren vormen de bloem. De bloemen hebben veel meeldraden en stampers.
De plant draagt kokervruchtjes.
... · T. europaeus (Europese trollius) · ...